# Euripòntida
La dinastia euripòntida fou una de les dues dinasties que van governar Esparta. L'altra era la dels agíades (dinastia agíade). Els seus membres són anomenats els euripòntides.
La història de la dinastia comença amb l'arribada dels doris al Peloponès i l'ocupació de Lacònia per Aristodem d'Esparta un Heràclida. Va tenir dos fills bessons, Eurístenes i Procles, que a l'edat adulta van regnar junts, tal com va decidir l'oracle de Delfos. Els dos reis eren iguals, però hi havia una primacia teòrica d'Eurístenes (i els seus descendents), ja que es va considerar que era el més gran dels bessons.
Procles va ser el fundador de la dinastia, per aquest motiu els seus descendents formaven part de la dinastia Pròclida, però el nom prové del seu net, Euripó.